# Roncador
Roncador est une municipalité brésilienne située dans l'État du Paraná.